# Balduíno VII da Flandres

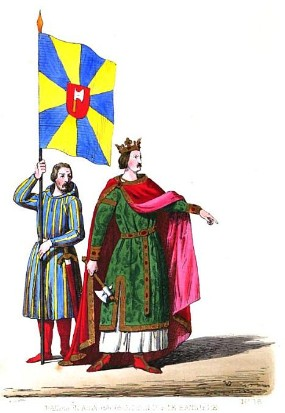
Representação de Balduíno VII da Flandres.

Balduíno VII (1093 – 17 de Julho de 1119) foi conde da Flandres de 1111 a 1119.

## Vida

### Relações familiares
Balduíno era filho de Roberto II de Flandres e de Clemência de Borgonha. Dois dos seus tios maternais eram o Papa Calisto II e  Raimundo de Borgonha, Conde de Coimbra e futuro esposo de Urraca I de Leão e Castela. Em consequência, Balduíno e o posterior rei Afonso VII de Leão e Castela (filho de Raimundo e Urraca) eram primos direitos. Também Amadeu III de Saboia e o marquês Guilherme V de Monferrato eram seus primos direitos; ambos eram filhos de Gisela da Borgonha, que casou duas vezes: o primeiro casamento foi com Humberto II de Saboia (pai de Amadeus III) e o segundo foi com Renier I de Monferrato (pai de Guilherme V).

### Governo como conde e Morte
Balduíno sucedeu a seu pai como Conde da Flandres, quando este morreu, a 5 de Outubro de 1111. Apenas com 18 anos, o novo conde solicitou a ajuda do seu primo, Carlos da Dinamarca, muito mais velho e experiente do que ele próprio. Como recompensa, Balduíno casou Carlos com a herdeira do Condado de Amiens, Margarida de Clermont, em 1118.
Balduíno faleceu após se ter ferido na Batalha de Bures-en-Brai, onde estava a lutar contra Henrique I de Inglaterra, em nome de Luís VI de França. No seu testamento, Balduíno declarou o seu primo Carlos como seu herdeiro. Por isso, Carlos tornou-se o novo Conde da Flandres, após a morte do primo. 

### Casamento
Em 1105, Balduíno casou-se com Hawise da Bretanha, filha de Alano IV, Duque da Bretanha. A união acabou por não se consumar. Em 1110, já estavam divorciados e sem filhos. Nenhum dos dois voltou a casar.